# Prison fédérale d'Islas Marías
 (juillet 2023).
Si vous disposez d'ouvrages ou d'articles de référence ou si vous connaissez des sites web de qualité traitant du thème abordé ici, merci de compléter l'article en donnant les références utiles à sa vérifiabilité et en les liant à la section « Notes et références ».
Pour les articles homonymes, voir Maria.
Colonia Penal Federal Islas Marías
La prison fédérale des Islas Marías (en espagnol : Colonia Penal Federal Islas Marías) est un ancien établissement pénitentiaire du gouvernement fédéral du Mexique, administré par le Secrétariat fédéral de la sécurité publique (en).
L'établissement est situé dans l’État mexicain de Nayarit et sur l'île María Madre, l'île la plus septentrionale et la plus grande de l'archipel des îles Marías, au large de la côte pacifique du Mexique.

## Histoire

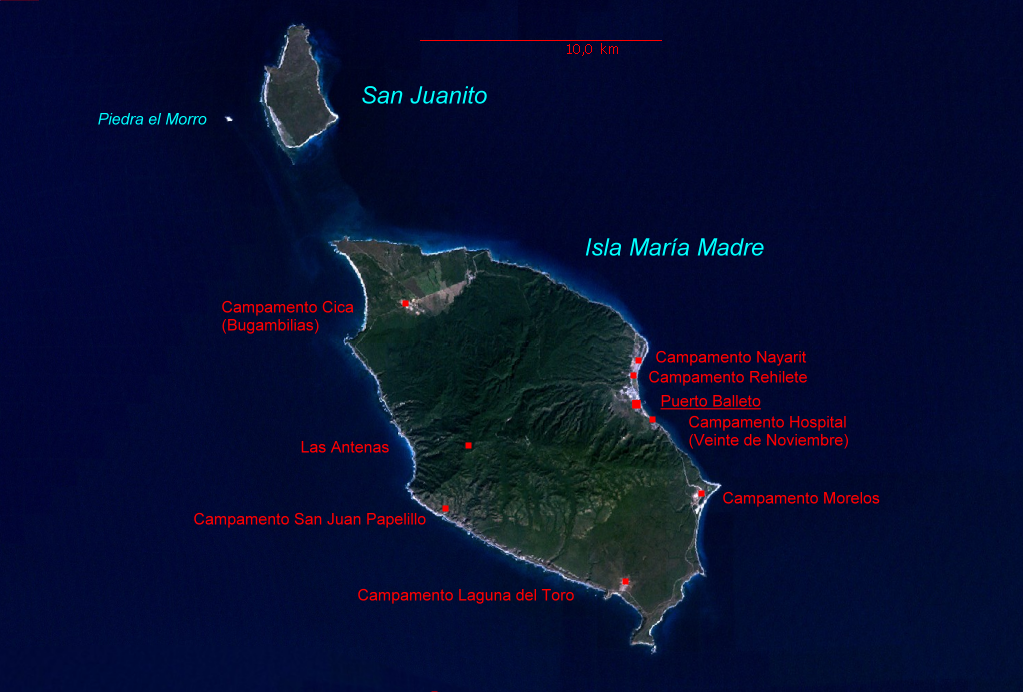
Île Maria Madre

Construite en 1905 sous le gouvernement de Porfirio Díaz, la prison de las Islas Marías est considérée à son ouverture comme étant « la fierté du gouvernement » et devient le modèle pénitentiaire le plus moderne de son époque, "la preuve de l'évasion", qui fonctionnait comme une alternative pour loger les délinquants qui, en raison de leur profil et de leurs antécédents, ne pouvaient être détenus à la prison de Lecumberri (en).
Jusqu'en 1950, cette colonie pénitentiaire est connue pour être un centre de détention redouté, en raison de la violence, des maladies et du travail forcé. Il est calculé que le nombre total de prisonniers à héberger dépasse 29 000.
Pendant le gouvernement d'Ernesto Zedillo, le gouvernement décida de moderniser le système pénitentiaire et Islas Marias fut désactivé. Le 27 novembre 2003, la réserve de biosphère a été déclarée, mais le système pénitentiaire existe toujours.
La situation des prisons mexicaines est devenue tellement critique que le gouvernement a annoncé en 2004 qu'il réactivait la prison d'Islas Marias pour permettre le transfert de 2 500 prisonniers des prisons de tout le pays.
Le 18 février 2019, le président mexicain, Andrés Manuel López Obrador, a signé une déclaration de fermeture de la prison fédérale des îles Marias, déclarant vouloir promouvoir « plus d'écoles et moins de prisons,. »

## Description

### Administration
Pendant de nombreuses années, la prison a été administrée par le Secrétariat de l'intérieur. Au fil des ans, la population carcérale est passée de 300 à 3 000 prisonniers.
Outre les prisonniers, sur l’île Maria Madre, des employés de diverses institutions du gouvernement fédéral, tels que le Secrétariat de l’éducation publique, le Secrétariat de l’environnement, le Secrétariat des communications et des transports, les bureaux de poste et le Marine.
Un autre groupe de colons est composé de ministres religieux et d’acolytes de l’Église catholique, de religieuses de l’ordre du service social et de professeurs invités, de techniciens et de membres de leur famille.
La colonie est gouvernée par un fonctionnaire qui est à la fois gouverneur des îles et juge en chef.
Le commandement militaire est indépendant du gouvernement et est exercé par un officier de la marine mexicaine.
Le premier aumônier de l’histoire d’Islas Marías était le prisonnier Arturo Salcido, qui avait été condamné pour trafic de drogue. Salcido a construit le premier temple et assemblé la première église chrétienne dans la prison.

## Événements notables

### Tentatives d'évasion
Au cours des 25 dernières années, la prison a eu au moins 76 évasions, dont 29 rien qu'en 1986. Selon les journaux, les causes sont la vigilance minimale, le manque de gardes et d’équipements. Les criminels condamnés pour trafic de drogue, 28 meurtriers et ravisseurs étaient parmi les plus dangereux. Sur les 76 évadés des Islas Marías, 10 seulement ont été repris. Selon une source, 95% des évasions sont dues à la corruption.
- Le 25 octobre 1986, toute une famille de ravisseurs s'est échappée. Les frères Reyes Servín, de Michoacán, n'ont jamais été capturés.
- Le 16 janvier 2006, trois trafiquants de drogue ont réussi à s'échapper. Il s’agissait de José Abraham González Salas, de Fernando Méndez del Fierro et de Luis Rey López Barrera. González Salas et Méndez del Fierro ont été condamnés en Californie, aux États-Unis. Grâce au programme d'échange, ils ont été transférés dans l'État de Michoacán. González Salas avait été condamné à 24 ans de prison pour trafic de méthamphétamines et d'héroïne. Méndez del Fierro avait été condamné à 18 ans de prison pour possession et distribution de cocaïne. En provenance de San Luis Potosí, López Barrera est entré à Islas Marías le 7 octobre 2000. Il avait été condamné à onze ans et trois mois de prison pour possession et transport de marijuana.
- Le 24 novembre 2011, six détenus ont tenté de s'échapper en utilisant des conteneurs en plastique comme dispositifs de flottaison. Ils auraient été transportés par des courants situés à une centaine de kilomètres au sud de l'île. Un bateau a dépassé les autorités et ils ont été rapidement renvoyés à la prison de l'île.